# オーストラリアの政党
オーストラリアの政党では、オーストラリアの政党について説明する。

## 政党要件
政党として認可を受けるためには、一定数の党員が所属していることを政党側が証明する必要がある。
2022年より、議会に議席を有していない政党が連邦単位で認可を受けるためには、1500人の党員が必要になった。州規模での登録にはタスマニア州とオーストラリア首都特別地域 (ACT) で100人、南オーストラリア州とノーザンテリトリーで200人、ビクトリア州、クイーンズランド州、西オーストラリア州で500人、ニューサウスウェールズ州で750人の党員が必要とされる。

## 政党一覧
| 政党名 | 政党名                             | 連邦議会での議席数 （2025年5月時点） | 連邦議会での議席数 （2025年5月時点） | 代表                       | イデオロギー                     |
| 政党名 | 政党名                             | 下院                                 | 上院                                 | 代表                       | イデオロギー                     |
| ------ | ---------------------------------- | ------------------------------------ | ------------------------------------ | -------------------------- | -------------------------------- |
|        | オーストラリア労働党               | 94 / 150                             | 25 / 76                              | アンソニー・アルバニージー | 社会民主主義、社会自由主義       |
|        | オーストラリア自由党               | 28 / 150                             | 25 / 76                              | スーザン・リー             | 自由保守主義、経済的自由主義     |
|        | オーストラリア国民党               | 15 / 150                             | 5 / 76                               | デービッド・リトルプラウド | 保守主義、農本主義               |
|        | オーストラリア緑の党               | 1 / 150                              | 11 / 76                              | ラリッサ・ウォーターズ     | 緑の政治、社会民主主義           |
|        | ワン・ネイション                   | 0 / 150                              | 4 / 76                               | ポーリン・ハンソン         | 右派ポピュリズム、ハンソン主義   |
|        | 中道連合                           | 1 / 150                              | 0 / 76                               | 欠員                       | 社会自由主義、ポピュリズム       |
|        | カッター・オーストラリア党         | 1 / 150                              | 0 / 76                               | ロビー・カッター           | 保守主義、開発主義               |
|        | オーストラリアの声                 | 0 / 150                              | 1 / 76                               | ファティマ・ペイマン       | 中道主義                         |
|        | ジャッキー・ランビー・ネットワーク | 0 / 150                              | 1 / 76                               | ジャッキー・ランビー       | タスマニア地域主義、ポピュリズム |
|        | 統一オーストラリア党               | 0 / 150                              | 1 / 76                               | ラルフ・バデット           | ナショナリズム、右派ポピュリズム |
|        | 人民第一党                         | 0 / 150                              | 1 / 76                               | ジェラルド・レニック       | 社会保守主義、ナショナリズム     |
|        | デビッド・ポーコック               | 0 / 150                              | 1 / 76                               | デビッド・ポーコック       | 進歩主義                         |